# Liste der Bodendenkmäler in Wegscheid
Auf dieser Seite sind die Bodendenkmäler in dem niederbayerischen Markt Wegscheid zusammengestellt. Diese Tabelle ist eine Teilliste der Liste der Bodendenkmäler in Bayern. Grundlage ist die Bayerische Denkmalliste, die auf Basis des Bayerischen Denkmalschutzgesetzes vom 1. Oktober 1973 erstmals erstellt wurde und seither durch das Bayerische Landesamt für Denkmalpflege geführt wird. Die folgenden Angaben ersetzen nicht die rechtsverbindliche Auskunft der Denkmalschutzbehörde.

## Bodendenkmäler in Wegscheid

### Bodendenkmäler in der Gemarkung Wegscheid
| Lage                 | Objekt | Akten-Nr.     | Bild |
| -------------------- | --- | ------------- | ---- |
| Wegscheid (Standort) | Untertägige mittelalterliche und frühneuzeitliche Befunde und Funde im Bereich der modernen katholischen Pfarrkirche St. Johannes der Täufer in Wegscheid und ihrer Vorgängerbauten mit aufgelassenem historischem Ortsfriedhof sowie abgegangener Adelssitz des hohen und späten Mittelalters. | D-2-7348-0025 |      |
| Wegscheid (Standort) | Untertägige frühneuzeitliche Befunde und Funde im Bereich der katholischen Wasserkapelle bei Wegscheid und ihres hölzernen Vorgängerbaus. | D-2-7348-0026 |      |

### Bodendenkmäler in der Gemarkung Wildenranna
| Lage                   | Objekt | Akten-Nr.     | Bild |
| ---------------------- | --- | ------------- | ---- |
| Wildenranna (Standort) | Burgstall des Mittelalters und der frühen Neuzeit (Wildenranna).                                                                                   | D-2-7448-0001 |      |
| Wildenranna (Standort) | Siedlung oder Schürfgrubenfeld der Spätlatènezeit sowie des Mittelalters und der frühen Neuzeit.                                                   | D-2-7448-0011 |      |
| Wildenranna (Standort) | Untertägige frühneuzeitliche Befunde und Funde im Bereich der abgegangenen katholischen Kapelle St. Anna in Wildenranna und ihrer Vorgängerbauten. | D-2-7448-0028 |      |